# Georg F. Springer
Georg F. Springer (* 29. Februar 1924 in Berlin; † 10. März 1998 in North Field (Illinois)) war ein deutschstämmiger US-amerikanischer Mediziner (Immunologie, Krebsforschung), der eine Immuntherapie gegen Krebs entwickelte.
Springer war ein Urenkel des Verlegers Julius Springer, des Gründers von Springer Science+Business Media. Er war ab 1942 als Panzer-Soldat an der Ostfront, wo er schwer verwundet wurde. Nach der Entlassung aus der US-amerikanischen Kriegsgefangenschaft 1945 studierte er Medizin an der Universität Heidelberg (Abschluss 1947 summa cum laude) und wurde 1951 summa cum laude an der Universität Basel in Medizin promoviert. Dabei studierte er auch organische Chemie bei Tadeus Reichstein und unternahm histologische Krebs-Studien. Nach der Promotion ging er an die University of Pennsylvania, wo er bei P. György und Richard Kuhn studierte, unter anderem vertiefte er sein Studium in Immunchemie, Pädiatrie und Pathologie. 1954 bis 1956 leitete er eine Immunologie-Forschungsgruppe am Walter Reed Army Medical Center in Washington, D.C. 1956 wurde er Assistant Professor und 1961 Associate Professor für Immunpathologie an der University of Pennsylvania und leitete die Analytik der Blutbanken für die Stadt Philadelphia. 1963 wurde er Professor für Mikrobiologie und Immunologie an der Northwestern University Medical School und Leiter der Immunchemie-Forschung am Evanston Hospital. 1977 bis 1989 wechselte er auf einen Lehrstuhl für Chirurgie an der Northwestern University und ab 1989 war er Professor für Immunologie, Mikrobiologie und Chirurgie und Leiter der Heather Margaret Bligh Cancer Research Laboratories der Chicago Medical School (University of Health Sciences, UHS) in North Chicago. Das Labor ist nach seiner Frau benannt, die an Brustkrebs starb. Springer wandte sich darauf der Krebsforschung zu und finanzierte das Labor zu großen Teilen aus eigenen privaten Mitteln.
In den 1950er Jahren entdeckte er an der University of Pennsylvania, dass A und B Antigene der menschlichen Blutgruppen auch in vielen Pflanzen und Bakterien vorkommen und wies am Beispiel von Hühnern nach, dass die Antikörperbildung gegen A, B durch das Vorhandensein der entsprechenden Antigene in der Umwelt der Hühner abhängt: fehlten die entsprechenden Antigene in der Umwelt, in der die Hühner aufwuchsen, bildeten sie auch keine Antikörper dagegen.
An der Universität Chicago befasste er sich vor allem mit dem T-Antigen (Thomsen-Friedenreich Antigen, einem 1927 entdeckten Glykoprotein) und dessen Vorläufer dem Tn-Antigen, die (wie er nachwies) in vielen menschlichen Krebszellen nachweisbar sind und in normalen Zellen nur in „maskierter“ Form auf der Zelloberfläche. Er wies deren Verwendbarkeit bei der Frühdiagnose von Brustkrebs nach und entwickelte auf ihrer Basis eine Immuntherapie gegen Krebs, bei der mit T und Tn Antigene von präparierten menschlichen roten Blutkörperchen, versehen mit zwei Adjuvanzien, geimpft wird. Diese Therapieansätze waren damals (Ende der 1970er Jahre) sehr umstritten, ähnliche Ansätze wurden aber später von vielen Forschungsgruppen verfolgt.
1966 erhielt er die Franz Oehlecker Medaille der Deutschen Gesellschaft für Transfusionsmedizin und Immunhämatologie, 1975 den Abbott Laboratories Award in Biomedizin, den Julia S. Michaels Investigator in Surgical Oncology Award und 1977 den Ernst Jung-Preis. 

## Schriften
- T and Tn, general carcinoma autoantigens, Science, Band 224, 1984, S. 1198–1206